# Neftenbach
Neftenbach ist eine von 19 politischen Gemeinden im Bezirk Winterthur des Kantons Zürich in der Schweiz. Auf den 1. Januar 2013 wurde der Weiler Oberhueb (auch Obere Hueb) auf Wunsch der dortigen Einwohnerschaft von der Gemeinde Buch am Irchel abgetrennt und Neftenbach angeschlossen. Dadurch erhöhte sich die Landfläche der Gemeinde um 4,6 Hektaren und die Einwohnerzahl um 16 Einwohner.

## Wappen
Blasonierung
Schräg geviert von Silber und Blau
Das Wappen geht auf die Freiherren von Wart zurück. Es wurde 1921 zum Gemeindewappen bestimmt.

## Geographie

Luftbild (1962)

Neftenbach liegt im unteren Tösstal, 19 km Luftlinie von Zürich entfernt. Es liegt auf einer Schotterterrasse am Südhang des Irchels. Von der Gemeindefläche – 1495 ha – dienen 55 % der Landwirtschaft, 30 % ist Wald, 10 % ist Siedlungsgebiet, und 4 % dienen dem Verkehr. Nebst dem Kerndorf rund um die Kirche gehören zur Gemeinde die Siedlungen Aesch, Hünikon (Neftenbach), Irchelhöfe, Riet (Neftenbach) und Tössallmend.

## Gemeindeportrait
Die bäuerlich geprägte Gemeinde ist eingebettet in ein eiszeitliches Seitental zwischen dem Abhang des Irchels und des Taggenbergs. Es bestehen lokale Einkaufsmöglichkeiten, Gewerbe- und Dienstleistungsbetriebe, Verkehrsverbindungen für den individuellen und öffentlichen Verkehr sowie Schul-, Kultur- und Freizeitangebote.
Das Schloss Wart mit den anschliessenden Weinbergen ist ein Wahrzeichen der Gemeinde. An den Rebhängen von Neftenbach entstehen neben den beiden Hauptsorten Pinot Noir und Riesling x Sylvaner Spezialitäten wie Chardonnay, Sauvignon Blanc, Räuschling und Cabernet Sauvignon.
Sport- und Freizeit-Einrichtungen in der Gemeinde sind: Jugendtreff „InPoint“, Schwimmbad, Sportanlagen „Rietweg“, Tennisplätze, Naturlehrpfad, Beach-Volleyballfeld, Skateranlage, Reitplätze und Bibliothek. Die Gemeinde verfügt über eine Dreifach-Sporthalle für Training und Wettkampf. Verschiedene Organisationen wie die Spitex-Dienste, gemeinnützige Organisationen, Beratungsstellen, die Alterswohnungen erbringen hier ihre Dienstleistungen. Das Orts- und Weinbaumuseum liegt westlich des Dorfes in den Rebbergen.

## Bevölkerung
| Bevölkerungsentwicklung | Bevölkerungsentwicklung |
| Jahr                    | Einwohner               |
| ----------------------- | ----------------------- |
| 1836                    | 1452                    |
| 1850                    | 1490                    |
| 1880                    | 1421                    |
| 1900                    | 1608                    |
| 1941                    | 706                     |
| 1950                    | 1853                    |
| 1970                    | 2180                    |
| 1990                    | 3731                    |
| 2005                    | 4549                    |
| 2010                    | 5224                    |
| 2013                    | 5438                    |
| 2015                    | 5564                    |
| 2018                    | 5692                    |
| 2021                    | 5797                    |
| 2023                    | 5758                    |

- Bevölkerungsdichte: 382,1 Einw./km2
- Konfessionszugehörigkeit: 42,3 % evangelisch-reformiert, 5,5 % römisch-katholisch, 36,8 % andere oder keine konfessionelle Zugehörigkeit (Stand: 2023)

## Politik
Der siebenköpfige Gemeinderat setzt sich aus sechs Männern und einer Frau zusammen. Parteizusammensetzung: 4 Freie Wähler Neftenbach, 2 SVP und 1 FDP. Aktuelle Gemeindepräsidentin ist seit September 2019 Maja Reding Vestner (Stand 2020). Neftenbach hat 2011 zum ersten Mal das Energiestadt-Label erhalten. 2015 wurde das Label wiederum verliehen. Eine Energiestadt ist eine Gemeinde oder Stadt, die sich kontinuierlich für eine effiziente Nutzung von Energie, den Klimaschutz und erneuerbare Energien sowie umweltverträgliche Mobilität einsetzt. Dafür erhält sie vom Trägerverein Energiestadt alle vier Jahre das Label verliehen.
Bei den Nationalratswahlen 2023 betrugen die Wähleranteile in Neftenbach: SVP 36,75 % (+1,15), FDP 14,75 % (+0,84), SP 13,87 % (+3,14), glp 11,67 % (−1,69), Mitte 7,84 % (+2,12), Grüne 5,01 % (−5,55), EVP 4,38 % (−1,04), EDU 2,35 (−0,54).

## Geschichte

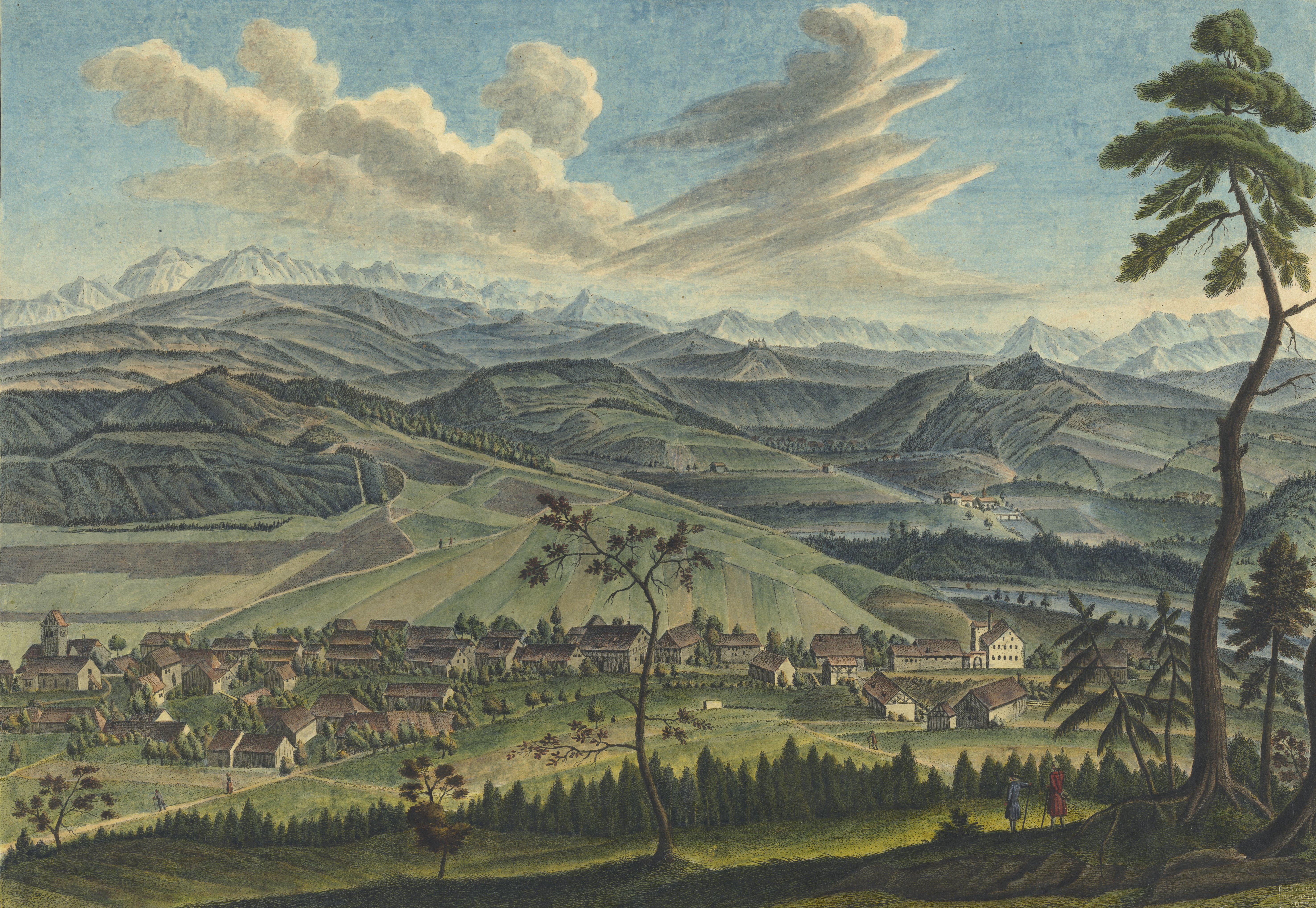
Das Dorf Neftenbach 1781

Archäologische Untersuchungen von 1986–1990 weisen für Neftenbach eine vorgeschichtliche Besiedlung nach: Früh-latènezeitliche Gruben im Riedt Oberwisen, einen mittelbronzezeitlichen Siedlungsort in Neftenbach-Hagenbuech, ein Steinbeilfragment und ein neolithisches Grubenhaus in der Steinmöri, das Werkplatz für die Herstellung von Steinwerkzeug war. 9 Gräber, die 1999 an der Zürcherstrasse zutage kamen, sind wie die 25 Gräber von Neftenbach-Steinmöri in die Zeit von 1200 v. Chr. zu datieren.
In römischer Zeit lag in der Steinmöri unterhalb des Friedhofs an der Sattleracher- und Aspacherstrasse ein römischer Gutshof, der heute überbaut ist. Bei den Ausgrabungen entdeckte man 1986 in einem Bronzegefäss einen Münzhort mit 1243 römischen Silbermünzen aus den Jahren 197–265 n. Chr.
Die erste urkundliche Erwähnung Neftenbachs erfolgte 1209, als ein Leutpriester von „Neftimbach“ bei einem Rechtsgeschäft mitwirkte. Der Keller des Frohhofs in Neftenbach deutet immer noch auf einen Wohnturm hin, der dort stand. Er gehörte wohl dem Ministerialengeschlechts «von Neftenbach», das 1267 erstmals urkundlich erwähnt wurde und das zu dieser Zeit wohl Gefolgsleute der Kyburger war. Das Geschlecht selbst kann verschiedenen Orts bis 1468 nachgewiesen werden.
Das Gebiet gehörte später den Freiherren von Wart, deren Wappen seit 1921 das offizielle Gemeindewappen ist. Im Mai 1799 kam es beim Dorf im Rahmen des Gefechts bei Winterthur zu einem Zusammenstoss zwischen Franzosen und Österreichern, an das noch eine verirrte Kugel im Chor der Kirche erinnert.

## Bilder

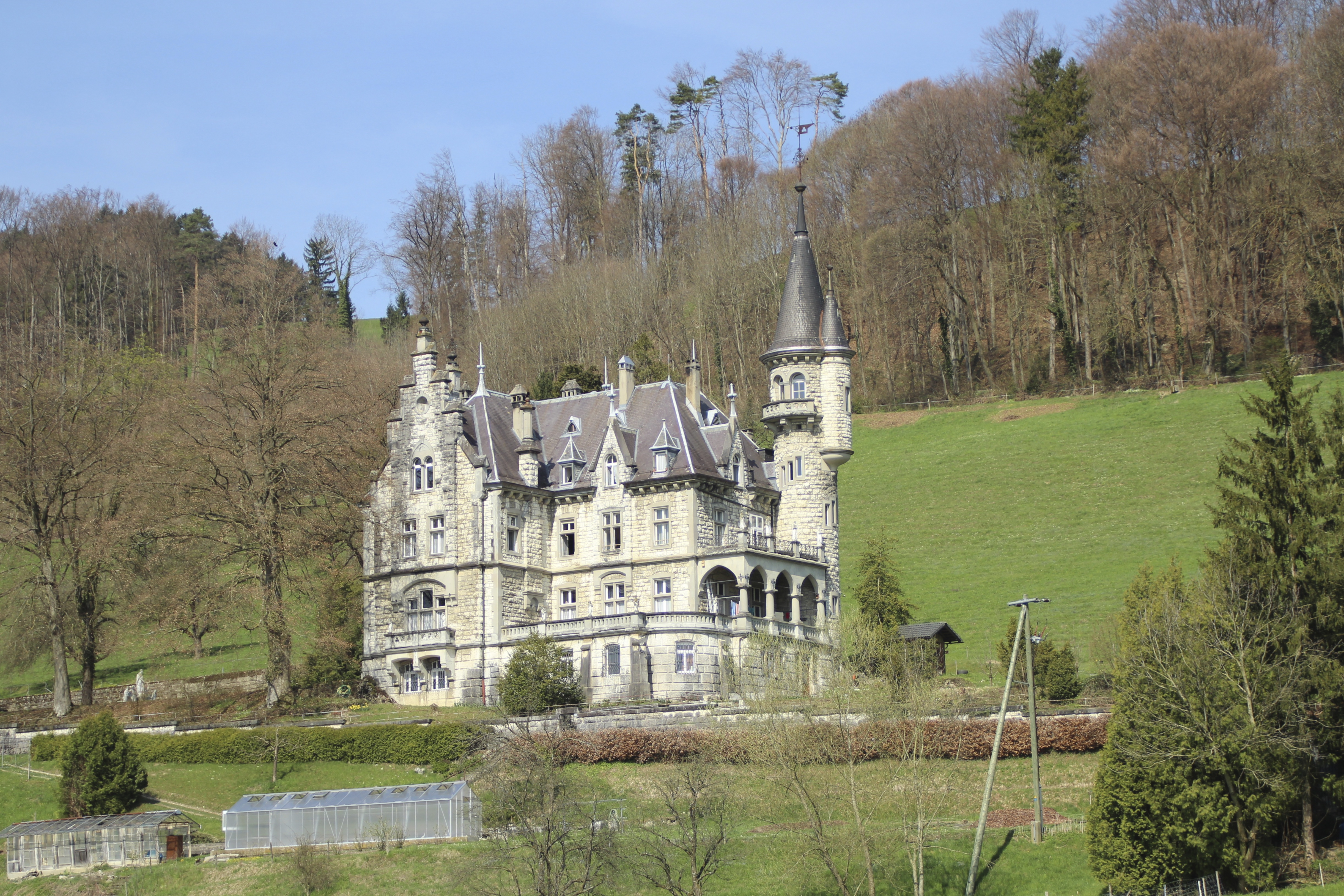
Schloss Wart
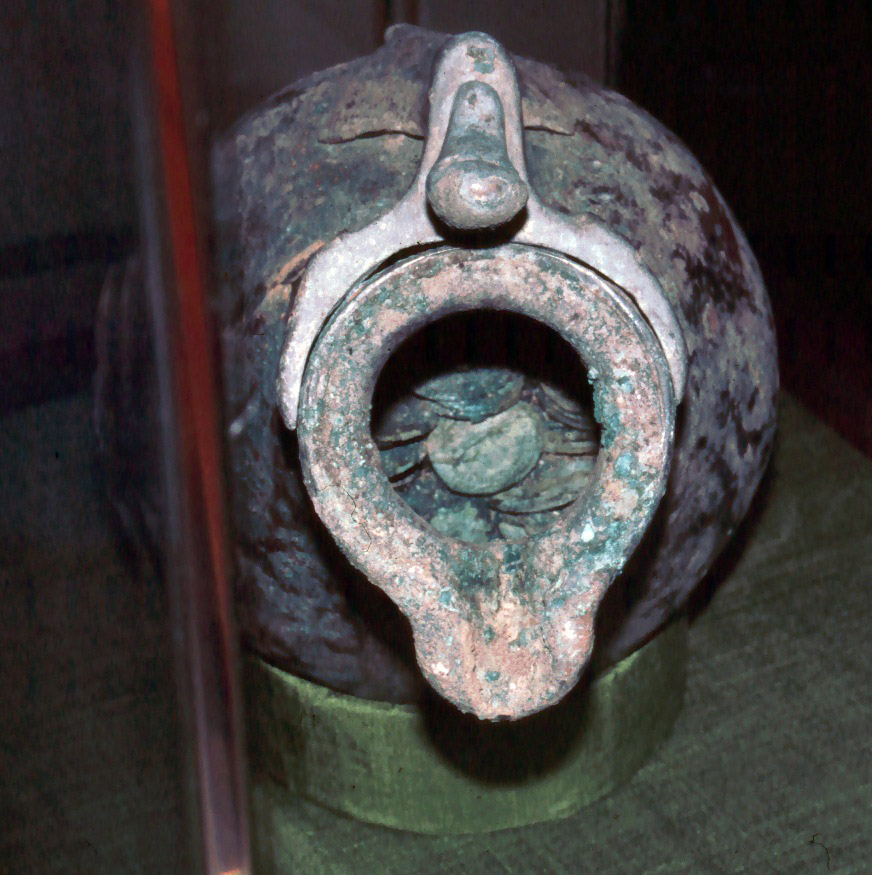
Der Fund von 1986: Bronzekrug mit römischen Münzen.
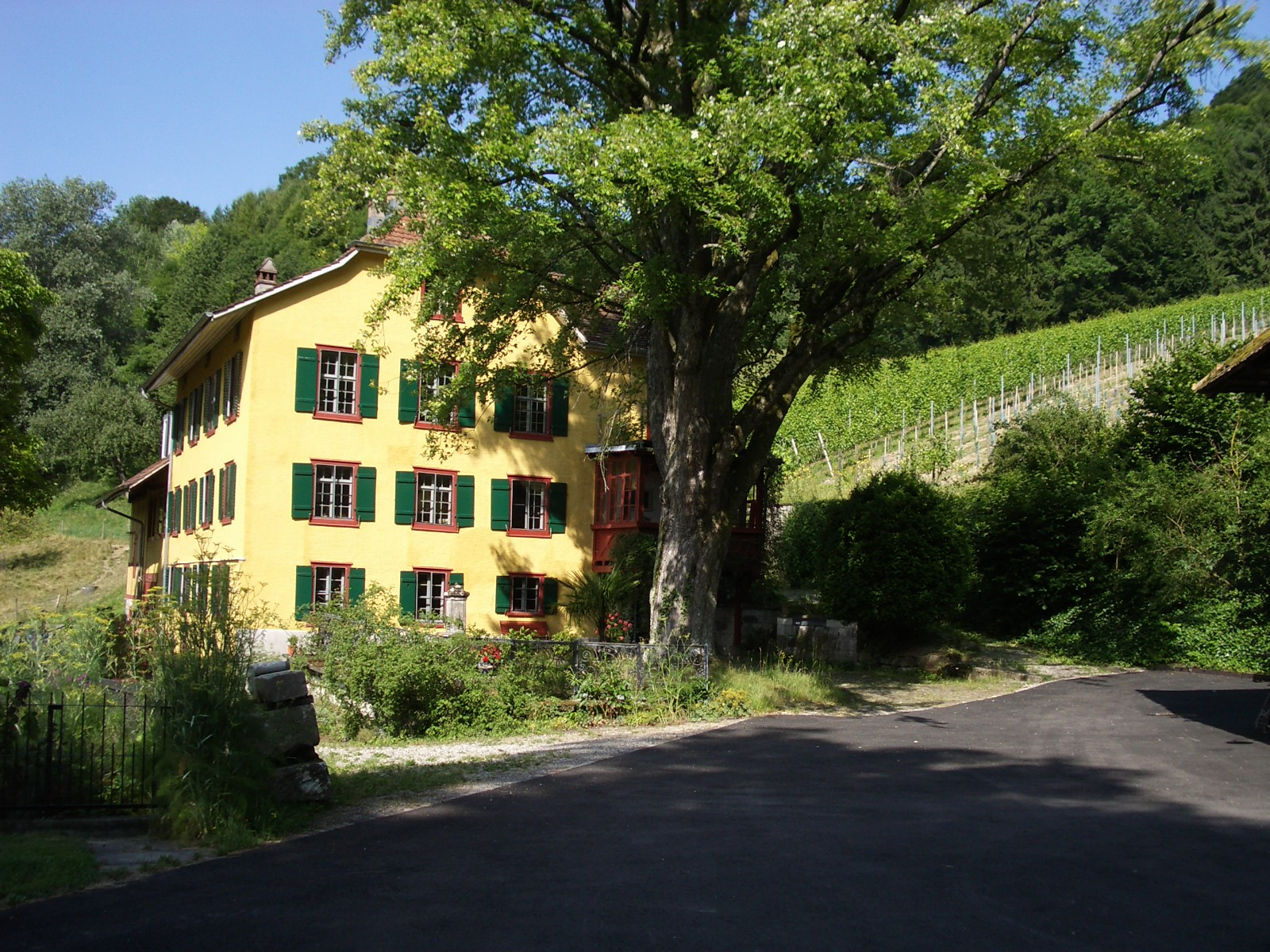
Talguet, Familiensitz bedeutender Winterthurer Geschlechter; Standort oberhalb ehemaliger Burg Wart
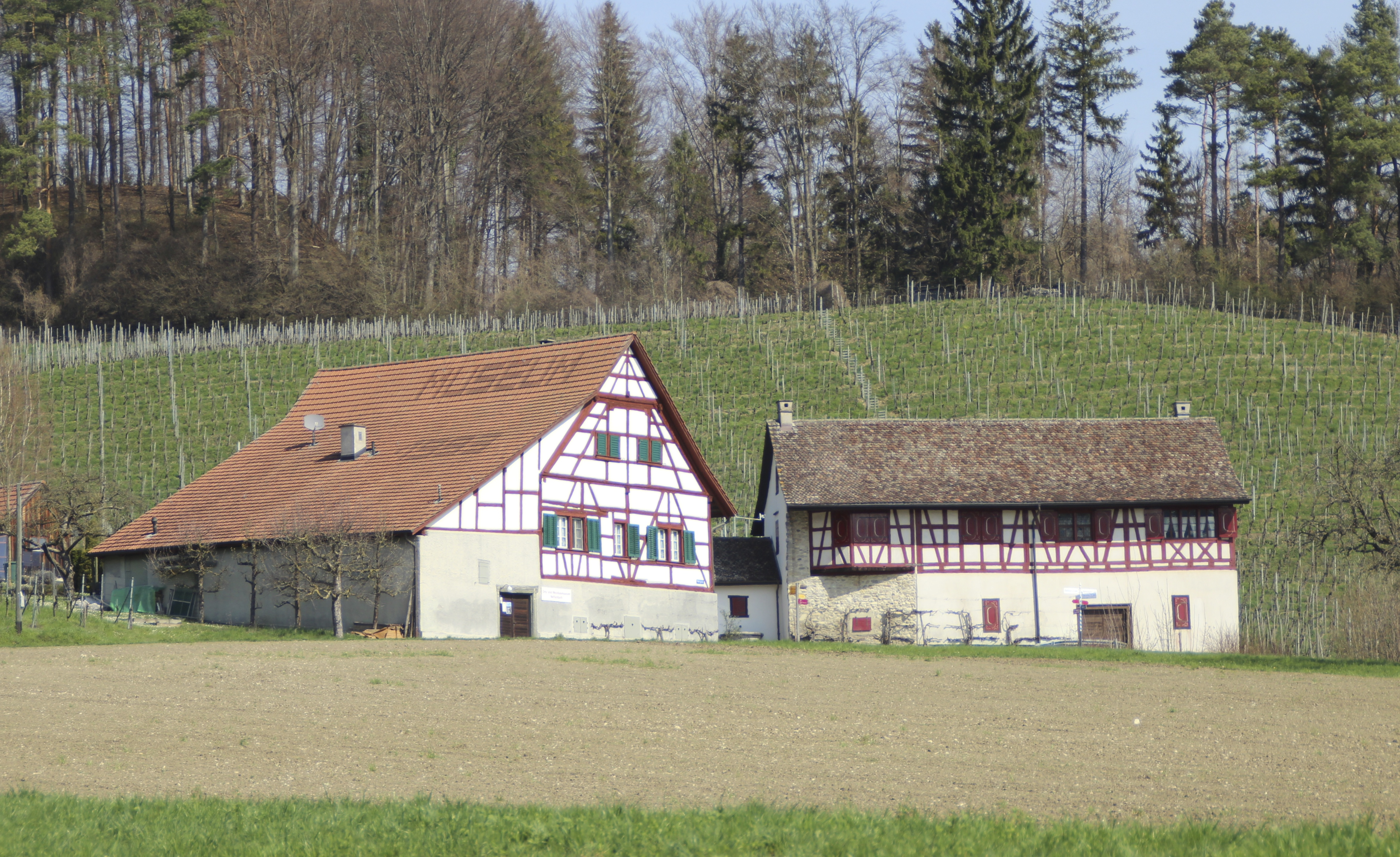
Orts- und Weinbaumuseum
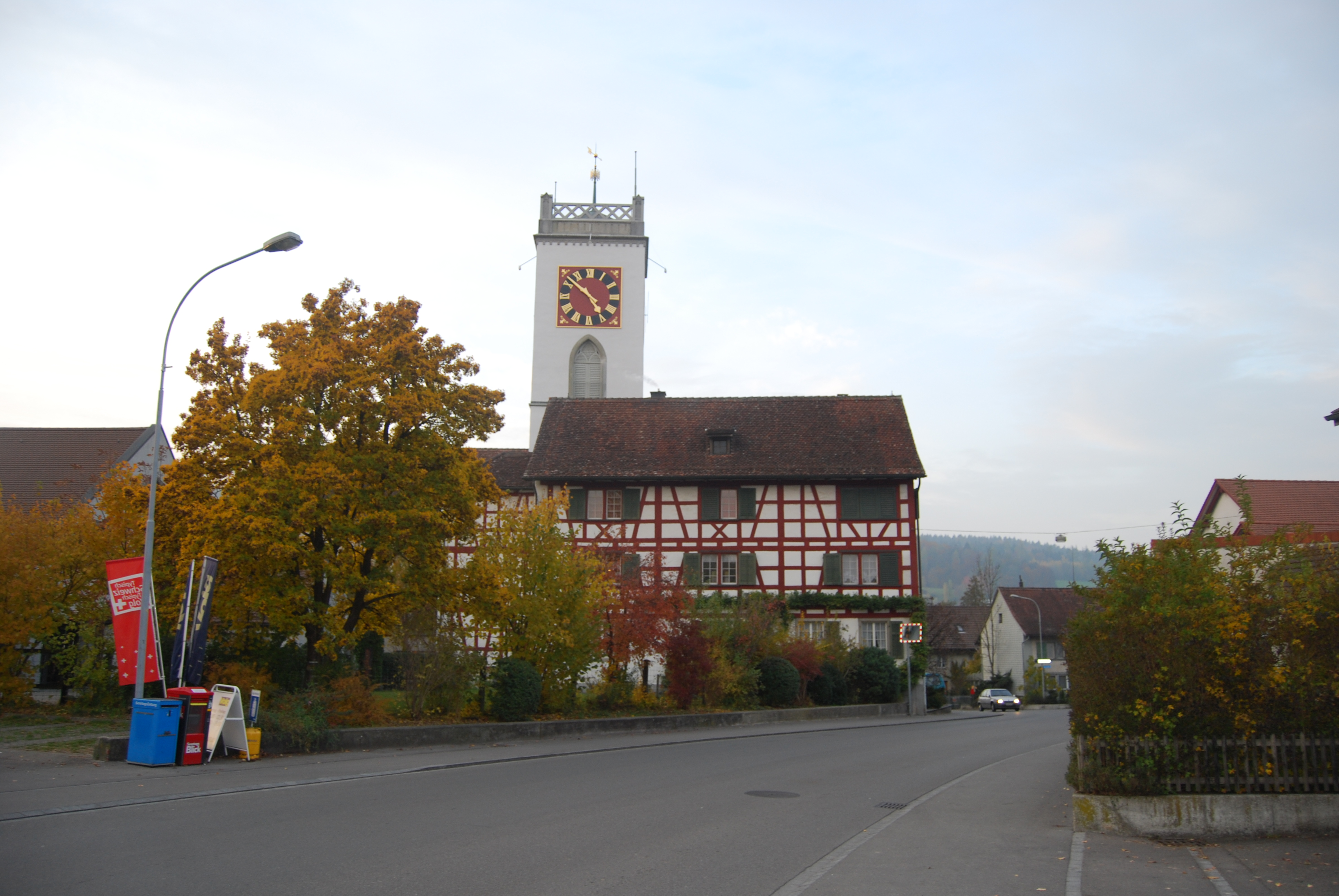
Kirche Neftenbach

## Persönlichkeiten
- Johann Jakob Redinger (1619–1688), evangelischer Geistlicher, Philologe und Schulleiter
- Leonard Meister (1741–1811), Lehrer, Politiker und evangelischer Geistlicher
- Heinrich Ernst (1846–1916), Architekt
- Rudolf Berger-Hanselmann (1926–2014), Maler
- Nicole Brüngger-Skoda (* 1977), Eiskunstläuferin und Trainerin
- Manuel Akanji (* 1995), Fussballspieler